# Stadion Markéta
Stadion Markéta – stadion wykorzystywany przez sekcję żużlową i piłkarską klubu sportowego Olymp Praga. Obiekt położony jest w Pradze, w dzielnicy szóstej.

## Przeznaczenie
Stadion został stworzony z przeznaczeniem na zawody lekkoatletyczne. Do 1971 roku wszystkie ważniejsze zawody żużlowe w stolicy Czech odbywały się na nieodległym Stadionie Strahovskim. Od tamtej pory na Stadionie Markéta swoje mecze rozgrywa klub żużlowy Olymp Praga, który w 2007 roku startował w polskiej II lidze pod nazwą AK Marketa Praga. Ponadto z murawy praskiego obiektu korzysta także klub piłkarski Olymp Praha, występujący w jednej z lokalnych lig futbolowych.

## Grand Prix Czech na żużlu
Począwszy od sezonu 1997, na stadionie rokrocznie odbywają się zawody o żużlową Grand Prix Czech. W latach 1997–2000 oraz w sezonie 2009 turniej o GP Czech inaugurował zmagania o indywidualne mistrzostwo świata na żużlu.